# Untere Schwarze Elster
Koordinaten: 51° 48′ 0″ N, 12° 52′ 52″ O
Die Untere Schwarze Elster ist ein Naturschutzgebiet in den Städten Jessen (Elster) und Zahna-Elster im Landkreis Wittenberg in Sachsen-Anhalt.
Das Naturschutzgebiet mit dem Kennzeichen NSG 0001 ist 442 Hektar groß. Es ist zum größten Teil Bestandteil des gleichnamigen FFH-Gebiets sowie Bestandteil des EU-Vogelschutzgebiets „Mündungsgebiet der Schwarzen Elster“. Im Westen grenzt es streckenweise an das Landschaftsschutzgebiet „Elbetal – zwischen Elster und Sachau“. Das Gebiet steht seit 1967 unter Schutz (Datum der Verordnung: 11. September 1967). Zuständige untere Naturschutzbehörde ist der Landkreis Wittenberg.
Das Naturschutzgebiet liegt westlich von Jessen (Elbe) im Biosphärenreservat Flusslandschaft Elbe. Es stellt einen Abschnitt der Niederung der Schwarzen Elster etwas unterhalb von Jessen (Elbe) bis kurz vor der Mündung des Flusses in die Elbe unter Schutz. In der Niederung befinden sich zahlreiche Altarme der Schwarzen Elster. Die Schwarze Elster selbst ist hier begradigt. Ein Teil der Niederung im Bereich des Naturschutzgebietes unterliegt der Flussdynamik. Einige der Altarme liegen hinter Hochwasserdeichen.
Die Niederung wird überwiegend von feuchtem bis nassem Grünland mit Niedermoor und Sumpf geprägt. Hier siedeln Rohrglanzgras, Nadelsumpfbinse, Fuchssegge und Braunsegge. Auf bewirtschafteten Flächen siedelt Wiesenfuchsschwanz. Hochstaudenfluren werden u. a. von Sibirischer Schwertlilie, Gottesgnadenkraut, Gelber Wiesenraute und Gewöhnlicher Brenndolde gebildet. Verlandungsbereiche der Altarme werden u. a. von Sumpfheusenkraut, Schlammling, Wurzelnder Simse, Wasserschwaden, Sumpfschachtelhalm und Sumpfwolfsmilch eingenommen. Die Altarme werden von ausgedehnten Teichrosenbeständen sowie Vorkommen von Laichkraut- und Wasserschlaucharten, Wassernuss, Froschbiss und Krebsschere eingenommen. In der Niederung sind stellenweise Einzelgehölze und Gehölzgruppen zu finden. Diese bestehen überwiegend aus Weiden (Korb-, Bruch-, Grau-, Purpur- und Mandelweide), teilweise auch aus Dornsträuchern wie dem Eingriffeligem Weißdorn sowie Stieleichen. Im Flusslauf der Schwarzen Elster wachsen Einfacher Igelkolben und Gewöhnliches Pfeilkraut. Auf den Hochwasserschutzdeichen siedeln u. a Essigrose, Feldmannstreu, Feinblättrige Schafgarbe und Heidenelke.
Das Naturschutzgebiet ist Lebensraum von Elbebiber und Fischotter. In der Schwarzen Elster leben die Fische Rapfen, Hasel, Aland, Döbel, Ukelei und Bitterling. In den Gewässern im Naturschutzgebiet sind reiche Teichmuschelvorkommen zu finden, in Kleingewässern kommt der Frühjahrskiemenfuß vor. Amphibien und Reptilien sind durch Moorfrosch, Teichfrosch, Seefrosch, Kreuzkröte, Wechselkröte, Rotbauchunke und Zauneidechse vertreten, Libellen beispielsweise durch Gebänderte Prachtlibelle und Frühem Schilfjäger. Auch Vögel sind reichhaltig vertreten. So brüten hier u. a. Rohrweihe, Rotmilan, Schwarzmilan, Kormoran, Knäkente, Löffelente, Rothalstaucher, Zwergtaucher, Tüpfelsumpfhuhn, Wasserralle, Kleinspecht, Raubwürger, Neuntöter, Wendehals, Eisvogel, Nachtigall, Flussuferläufer, Flussregenpfeifer, Drosselrohrsänger, Schilfrohrsänger, Dorngrasmücke, Sperbergrasmücke, Beutelmeise und Schwanzmeise. Das Naturschutzgebiet ist Nahrungshabitat für Seeadler und Wespenbussard. Weiterhin ist es Rast- und Überwinterungsgebiet für zahlreiche Wasservögel.
An das Naturschutzgebiet grenzen vielfach landwirtschaftliche Nutzflächen, im Nordosten und Osten auch Waldflächen. Bei Gorsdorf-Hemsendorf quert eine Kreisstraße die Niederung.